# Publiusz Saturejusz
Publiusz Saturejusz – polityk rzymski. W 133 p.n.e. został wybrany na urząd trybuna ludowego. Początkowo miał być zwolennikiem reform Tyberiusza Grakchusa. W dniu, w którym senatorowie rzymscy uzbroili się w kije i pałki i ruszyli na Grakchusa w celu zabicia go, Saturejusz dołączył jednak do nich. Zrobił to prawdopodobnie w strachu przed swoją dalszą odpowiedzialnością. Gdy tłum dogonił Grakchusa, Saturejusz był pierwszą osobą, która zadała mu cios. Po nim Grakchusa uderzył Lucjusz Rufus.
Dalsze losy Saturejusza nie są znane.